# Pastorówka w Jerzykowie
Dawna pastorówka w Jerzykowie – budynek wzniesiony w 1905 jako miejsce zamieszkania pastora (pastorówka) parafii ewangelickiej w Jerzykowie należącej do Superintendentury Poznań Ewangelickiego Kościoła Unijnego. Jest położony we wsi Jerzykowo, w powiecie poznańskim, w gminie Pobiedziska. Jest otoczony dawnym XIX-wiecznym ogrodem, w którym znajduje się wiele ławeczek, boisko do piłki nożnej i koszykówki. Składa się z czterech kondygnacji (piwnica, parter, pierwsze piętro i poddasze). Obok pastorówki znajduje się budynek gospodarczy (do lat 90. budynek dwuspadowy), w którym ulokowano toalety dla uczniów, narzędziownie i garaż.

## Rzut
Budynek założony na planie prostokąta, z prostokątną dobudówka od strony pn.-wsch. i niewielką prostokątna werandą w części pd.-zach. Główne otwory wejściowe: w elewacji pn.-wsch. z pojedynczym masywnym stopniem, w elewacji pn.-zach. dostępny z poziomu gruntu, boczny otwór wejściowy wsch przez 2/3 budynku i łączącym się z holem głównym, tworząc literę L. Hol dostępny z wejścia pn.-zach. na planie zbliżonym do kwadratu, z usytuowanymi po zach. stronie schodami. Korytarz w części wsch. z 3 stopniami schodów wyrównującymi różnice poziomów.

## Bryła
Wolnostojący budynek parterowy o zwartej bryle, z użytkową kondygnacją poddasza, bryłą główną krytą dachem naczółkowym z przypustnicami, od strony pd.-wsch. z parą okien powiekowych, od strony pn.-zach. z wydłużonym prostokątnym Kafrem krytym daszkiem pulpitowym. Nad werandą pd.-zach. dach jednospadowy stanowiący przedłużenie dachu z bryły głównej. Dach ryzalitu pn.-wsch. usytuowanego prostopadle względem bryły głównej dwuspadowy.

## Historia

### 1905
Wybudowanie pastorówki i oddanie w użytkowanie lokalnej ewangelickiej społeczności.

### 1945
Budynek kościoła oraz pastorówki zostały przekazane Kurii Metropolitarnej w Gnieźnie. Ze względu na trudne warunki lokalowe Kuria Arcybiskupia w Gnieźnie oddała do użytku szkolnego jedną izbę w budynku dawnej pastorówki.
1 marca 1945 roku odbyło się uroczyste otwarcie szkoły przez kierownika pana Mazurka. W kwietniu stanowisko to objął pan Motała. W tym czasie zostały zorganizowane 4 oddziały klasowe oraz klasa dla młodocianych. Nauka w szkole mogła odbywać się dzięki pomocy rodziców oraz uczniów. Liczne uroczystości dla środowiska przyczyniły się do coraz lepszego funkcjonowania szkoły. Dzięki zorganizowaniu przez dzieci i młodzież dla okolicznych wiosek jasełkom zakupiono pierwsze 52 książki, które dały początek bibliotece szkolnej. Biblioteka została umieszczona w drewnianej werandzie na podmurówce z cegły klinkierowej, z wejściem w ścianie wsch. poprzedzonym pięciostopniowymi granitowymi schodami.

### 1947
Od 3 września 1947 r. cały obiekt został przejęty przez szkołę podstawową, a w części pomieszczeń urządzono mieszkanie kierownictwa.
Następni kierownicy i dyrektorzy Szkoły w Jerzykowie:
- Władysław Zieliński od 1953 do 1972 roku
- Halina Stankowska od 1972 do 1984 roku
- Alina Kujawińska od 1984 do 1990 roku

### 1990-2001
Od 1990 szkoła pozostawała pod opieką pani dyrektor Doroty Jaśkiewicz. W 1999 roku utworzono Zespół Szkół Szkoła Podstawowa i Gimnazjum. Dwa lata później Gimnazjum przeniesiono do nowego budynku przy ulicy Spokojnej. Dyrektorem Gimnazjum została pani Jaśkiewicz, a Szkoły Podstawowej pani Alina Mańka.

### 2002
Szkołę Podstawową przeniesiono do budynku przy ulicy Spokojnej, którego drugą część otwarto uroczyście 1 września 2002 roku. Dyrektorem Zespołu Szkół do dziś jest pani dyrektor Alina Mańka. Budynek zwrócono Parafii ewangelicko-augsburskiej w Poznaniu i utworzono Diakonię.

### 2019
Gmina Pobiedziska rozpoczęła przebudowę budynku na Dzienny Dom Seniora dla seniorów z sołectw Jerzykowo i Biskupice. Burmistrz Pobiedzisk planował przeznaczyć na ten cel 140 tys. zł oraz promesę od Ministerstwa RPiPS na kwotę 299 209 zł. Planowane zakończenie prac 31 grudnia 2019. Prace pochłonęły łącznie 550 tys. zł z budżetu gminy. Prac nigdy nie ukończono.

## Pastorzy
- Theo Kroschel, ur. 8 maja 1865 w Krośnie, ordynowany 20 maja 1894, w Pobiedziskach od 1 lipca 1909
- dr Johannes Gerber – wydalony w ramach Kampanii wrześniowej w 1939 r.

## Ogród
Pastorówka jest otoczona XIX-wiecznym ogrodem, w którym znajdują się m.in.:

1. Bez
2. Bergenia grubolistna (Bergenia crassifolia)
3. Cis kanadyjski (Taxus canadensis)
4. Czosnaczek pospolity (Alliaria petiolata)
5. Dąb
6. Dławisz okrągłolistny
7. Forsycja zwisła (Forsythia suspensa)
8. Glediczja trójcierniowa (Gledistia triacanthos L.)
9. Grusza pospolita
10. Jasnota plamista (Lamium maculatum L.)
11. Jabłoń domowa
12. Jeżyna
13. Klon
14. Klon włoski
15. Kalina koralowa (Viburnum oculus L.)
16. Kokorniak wielkolistny
17. Mięta polna (Mentha avensis L.)
18. Orlik pospolity (Aquilegia vulgaris L.)
19. Perukowiec podolski (Cosinus coggugria Stop.)
20. Pierwiosnek lekarski (Primula veris L.)
21. Pięciornik gęsi (Argentina anserina L.)
22. Porzeczka alpejska (Ribes alpinus L.)
23. Podagrycznik pospolity
24. Przytulia czepna
25. Robinia akacjowa (Robinia pseudoacacia)
26. Rogownica kutnerowata (Cerastium tomentosum L.)
27. Róża dzika
28. Sosna zwyczajna
29. Świerk pospolity (Picea abies)
30. Świerk sitkajski (Picia sitchensis)
31. Wiciokrzew pospolity (Lonciera xylosteum L.)
32. Wilczomlecz sosnka
33. Wiśnia pospolita

## Zdjęcia

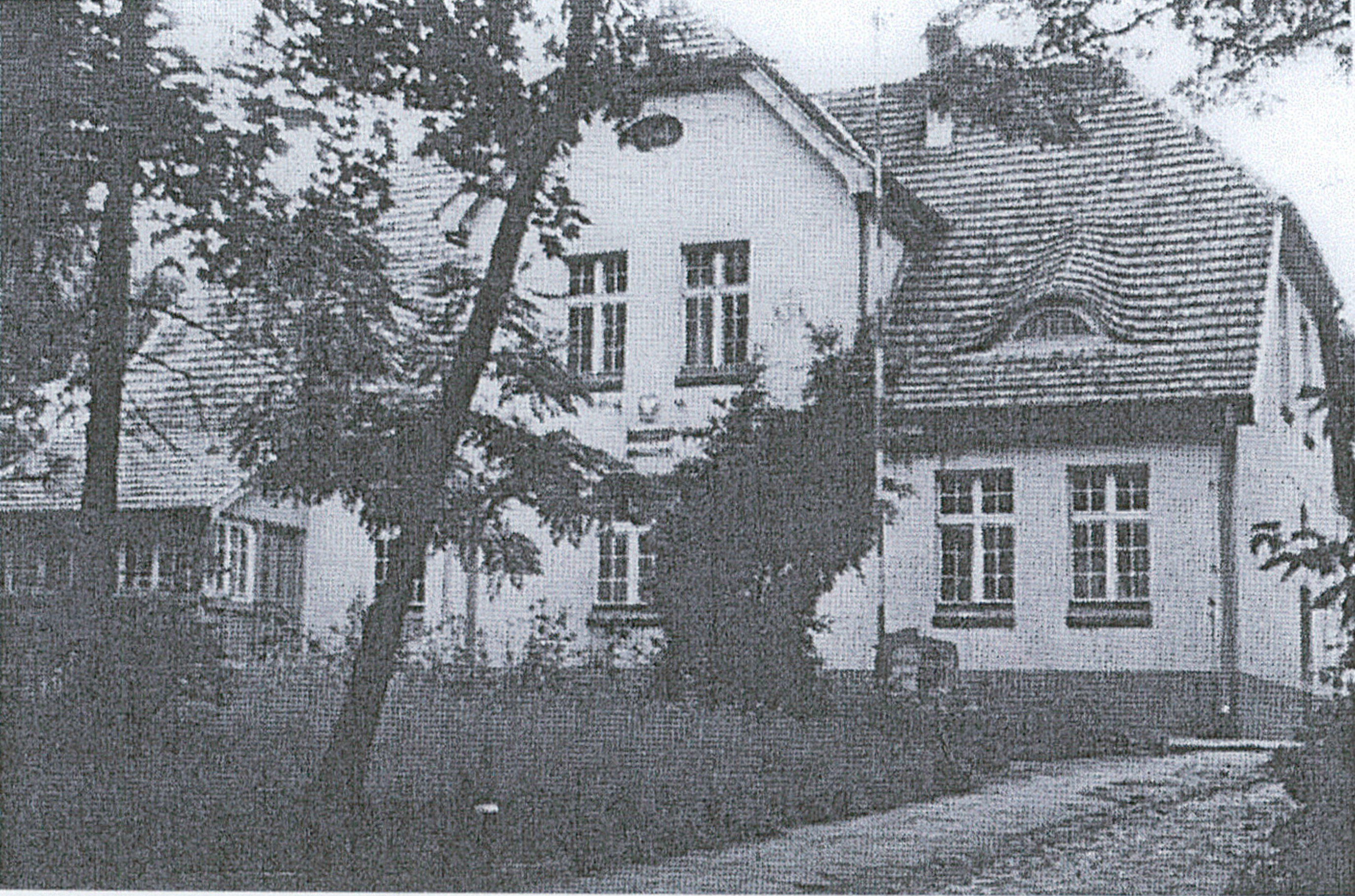
Widok od strony pd.-wsch. – 1984 r.
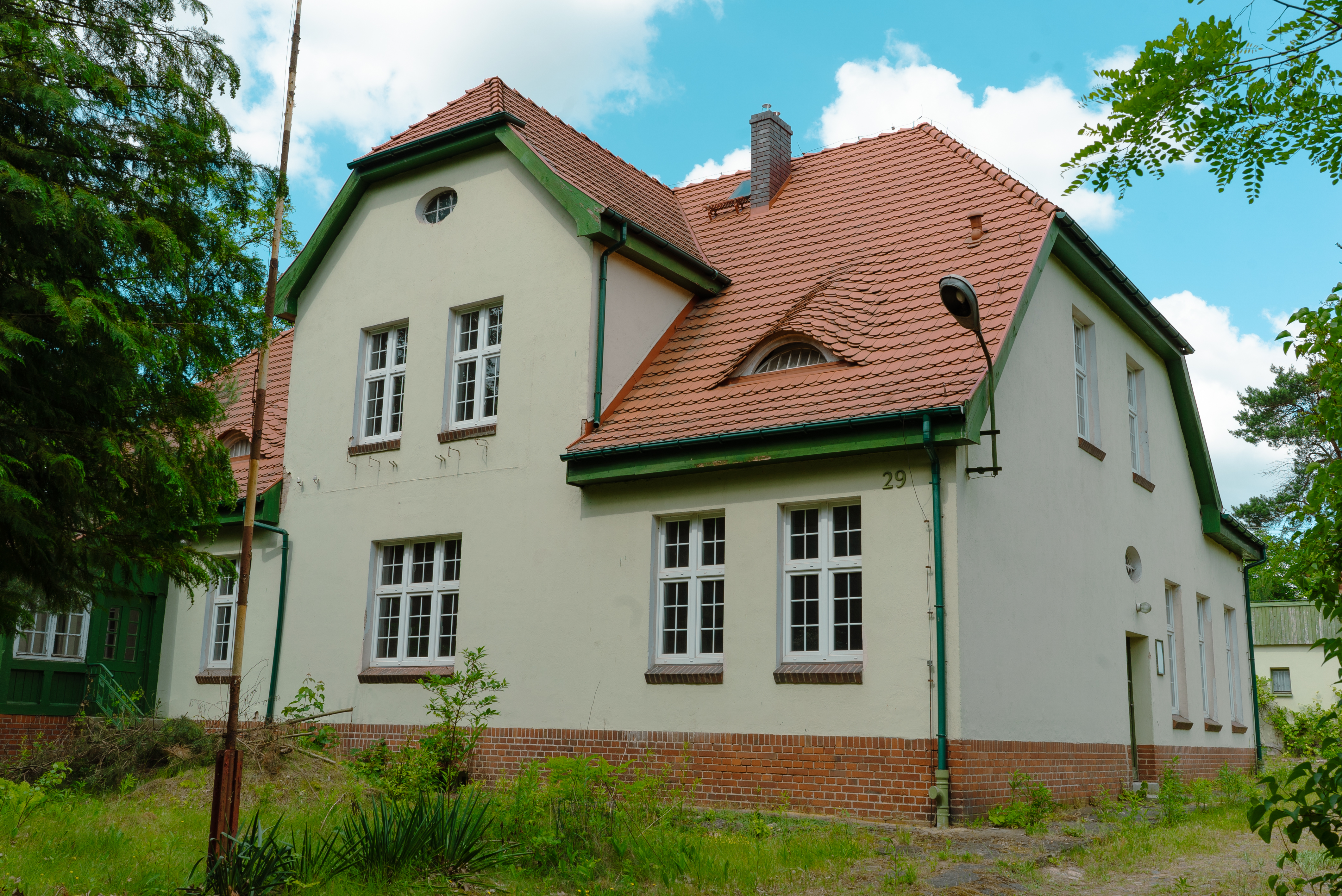
Widok od strony pd.-wsch. – czerwiec 2022 r.
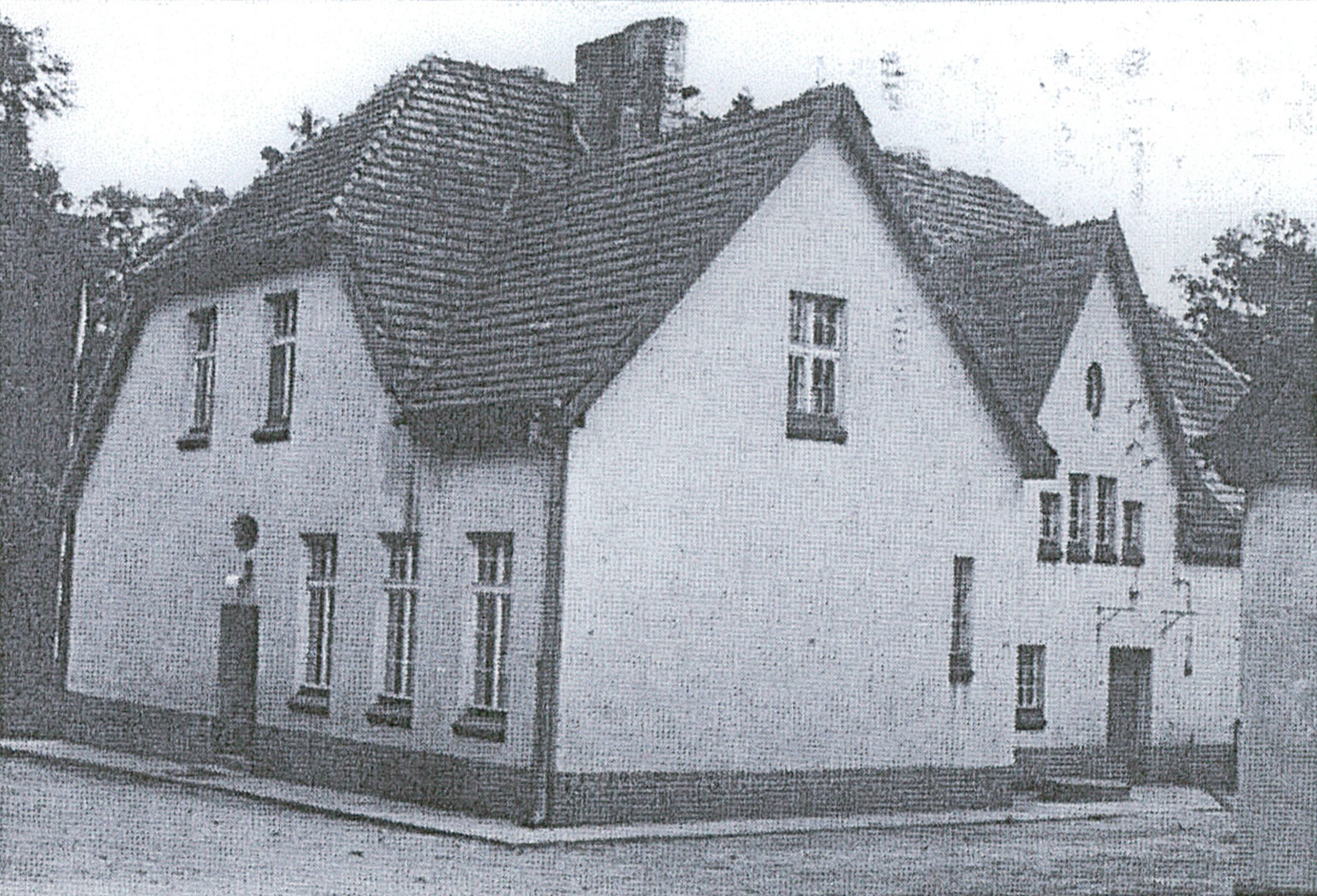
Widok od strony pn.-wsch. – 1984 r.
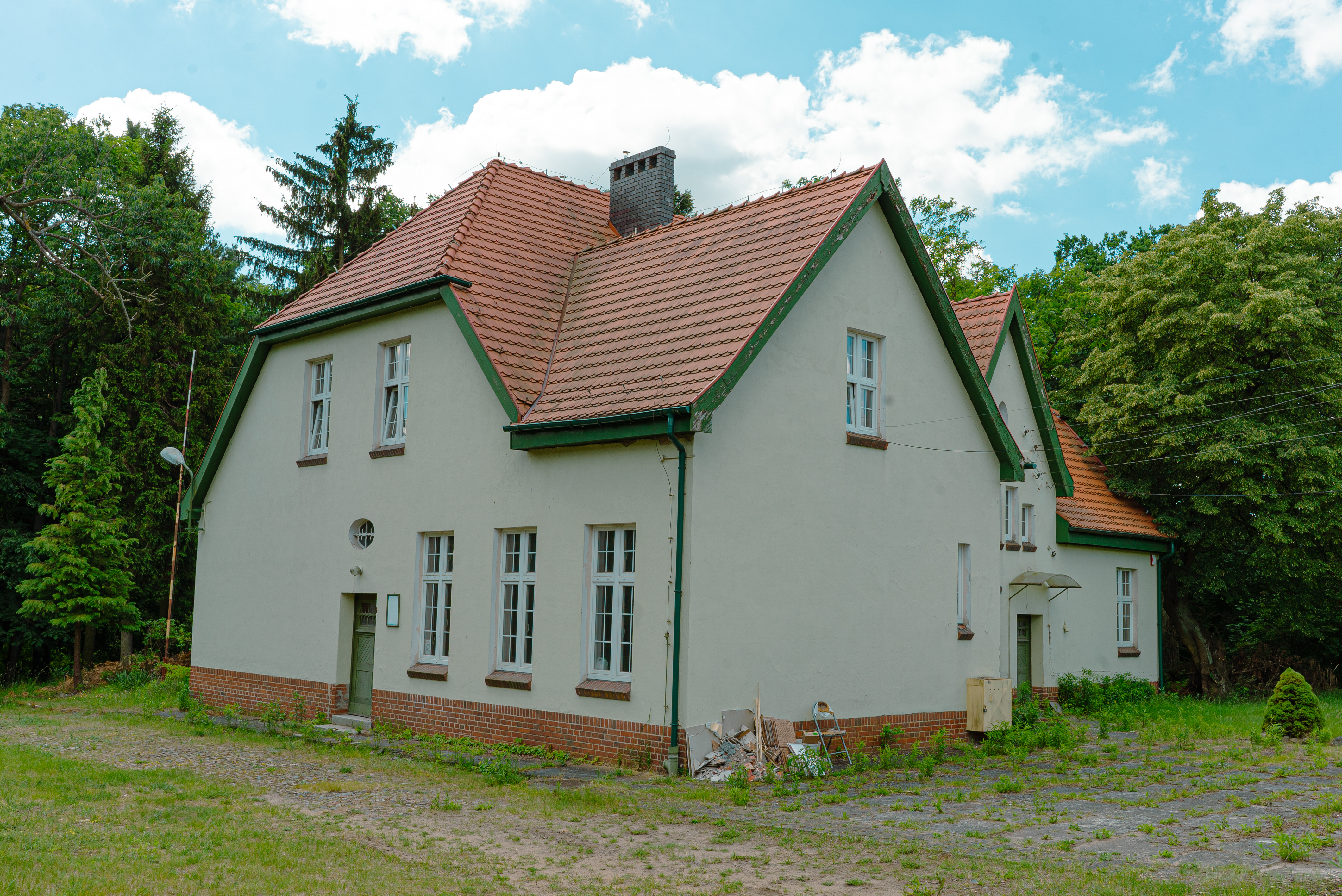
Widok od strony pn.-wsch. – czerwiec 2022 r.
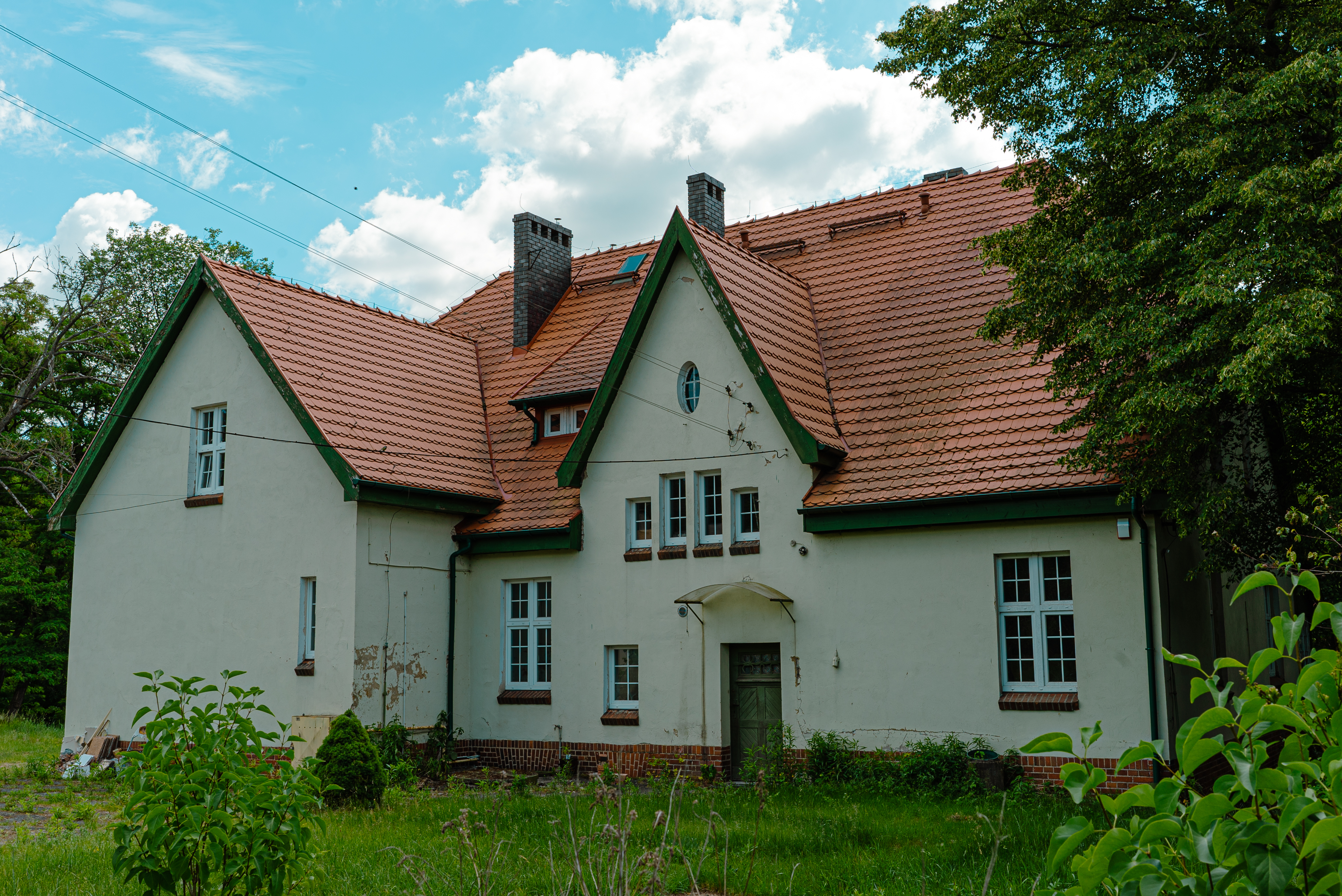
Widok od strony pn.-zach. – czerwiec 2022 r.
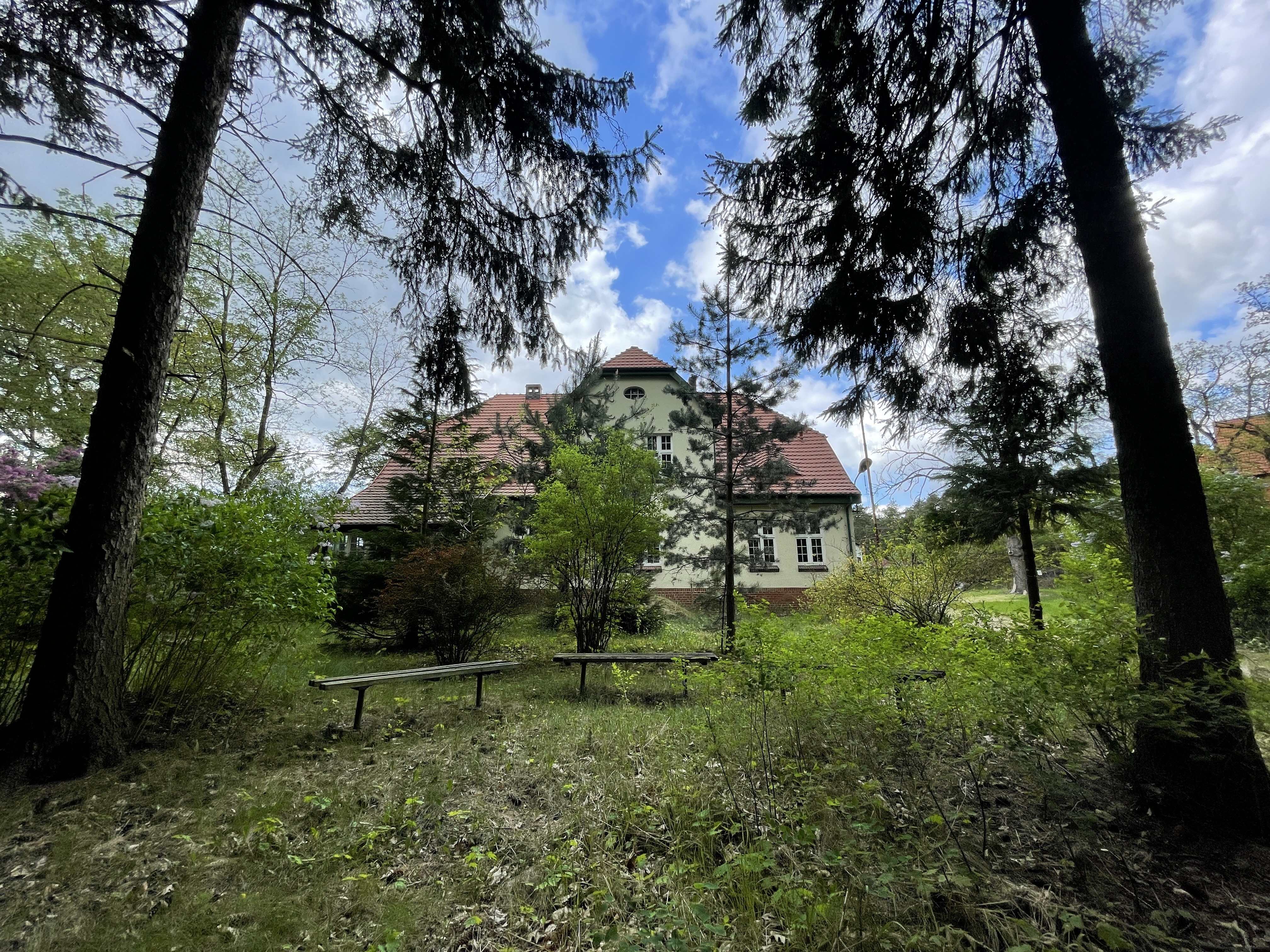
Widok na dawną pastorówkę z ogrodu – maj 2022 r.
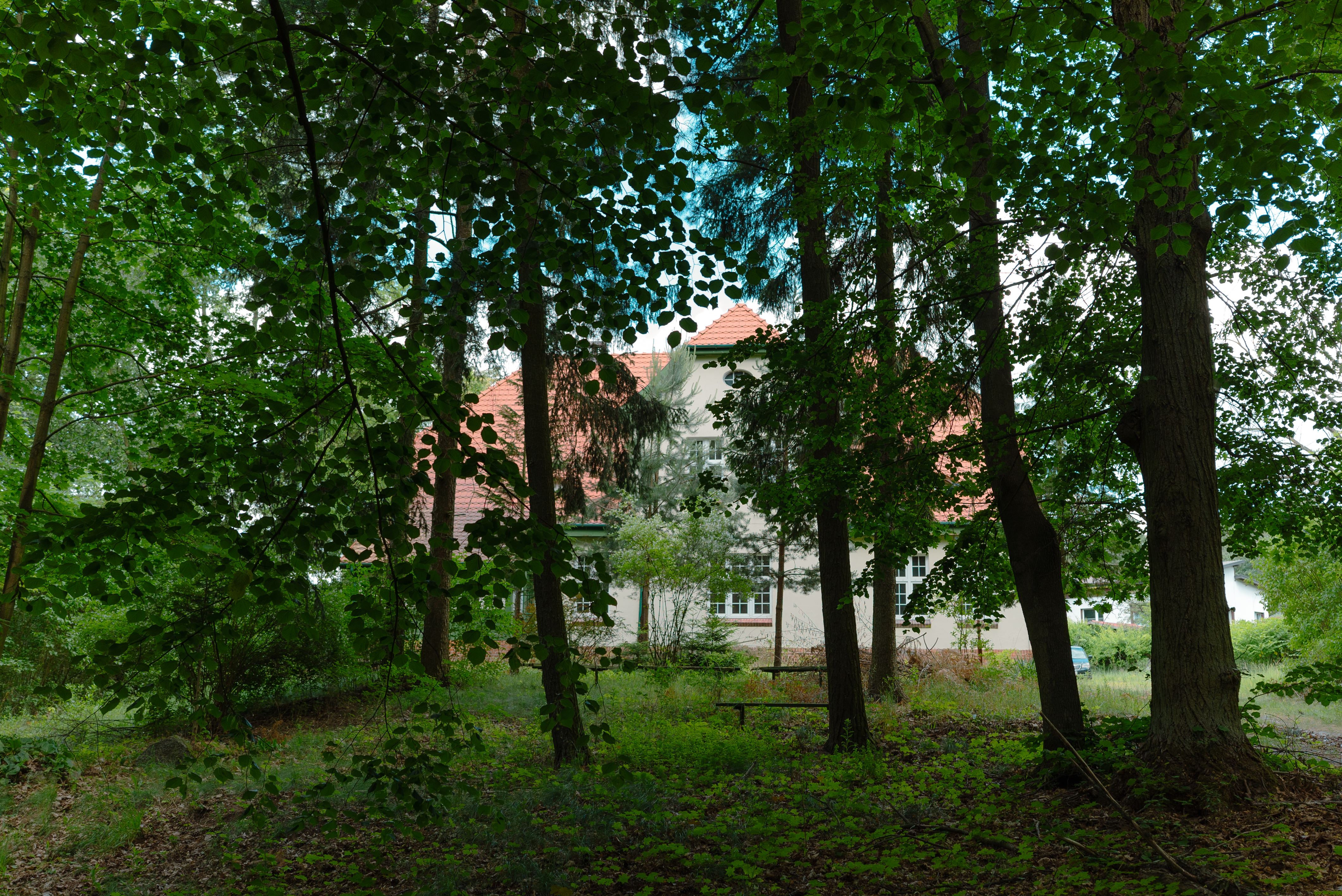
Widok na dawną pastorówkę z ogrodu- czerwiec 2022 r.
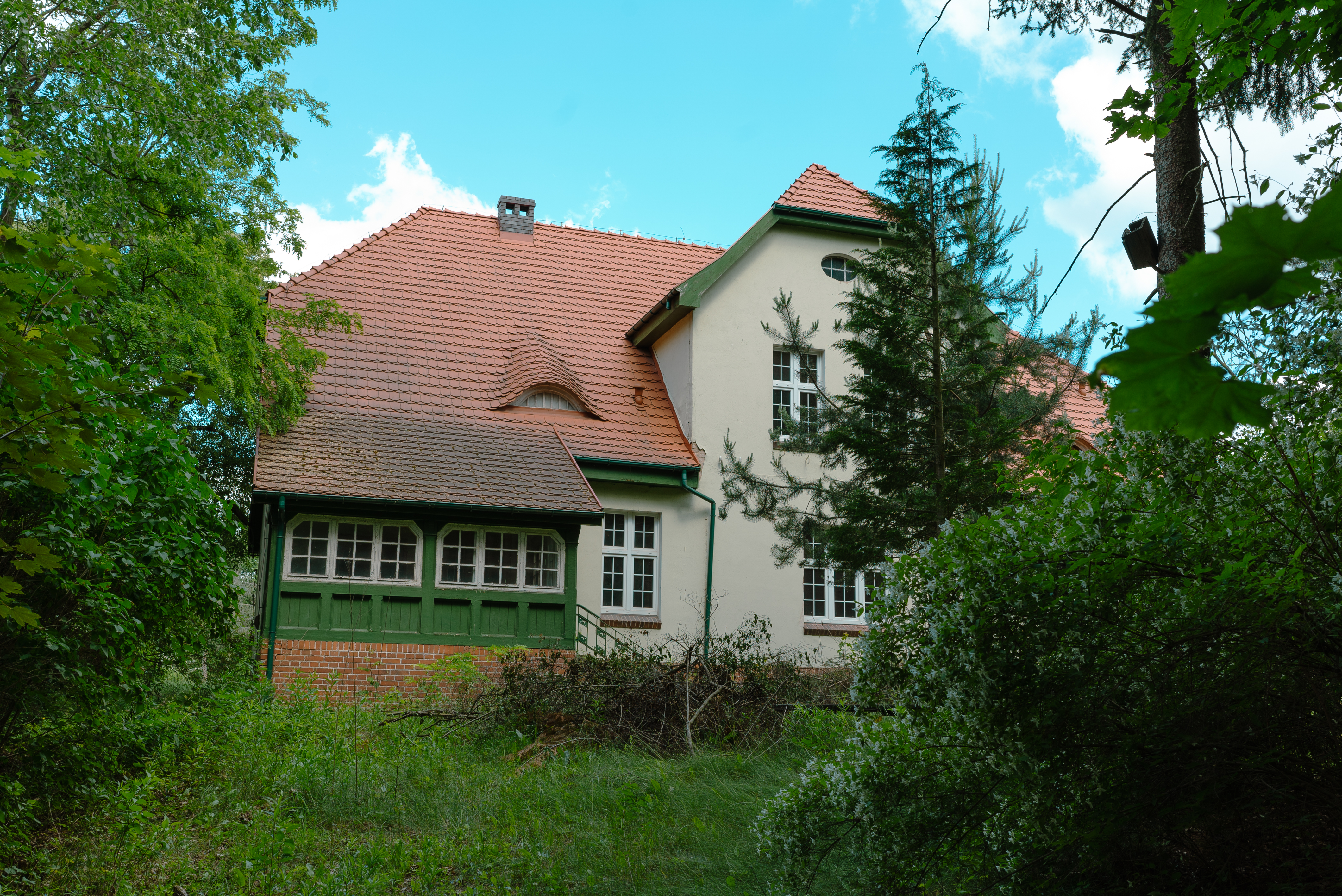
Weranda dawnej pastorówki widziany z ogrodu – czerwiec 2022 r.
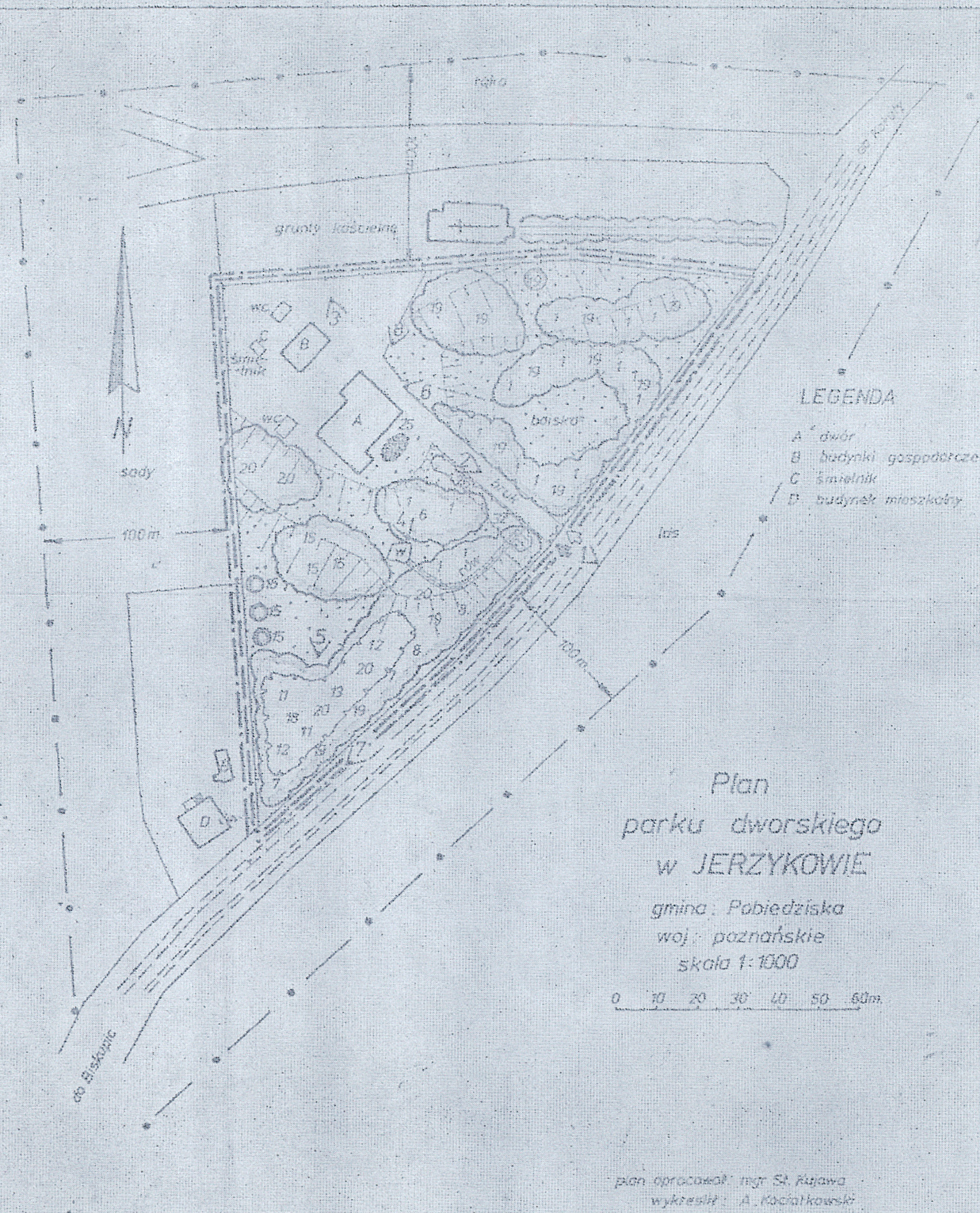
Plan parku dworskiego w Jerzykowie – 1984 r.